# معمای میمون (درخت)
معمای میمون (درخت) (نام علمی: Araucaria araucana) نام یک گونه از سرده آراوکاریا است. این گونه در بین گونه‌های دیگر آروکاریا از مقاومت بهتری نسبت به آب و هوا و اقلیم‌های مختلف از خود نشان می‌دهد به طوری که سرمای هوا در زمستان را تا ۲۰- درجه سانتی‌گراد به خوبی تحمل می‌کند.
این نوع گونه رشد بسیار کندی دارد به طوری که در پنج تا هفت سال اول زندگی خود تنها به ارتفاع علف در می‌آید و پس از آن در هر فصل رشد، ۳۵ سانتی‌متر به ارتفاع آن اضافه می‌شود.
گونه معمای میمون تا هزار سال نیز می‌تواند عمر کند.
از این گونه در مکان‌های مختلف جهان همانند بریتیش کلمبیا در کانادا، مناطق شمال شرق ایالات متحده آمریکا و غرب اروپا به عنوان یکی از گونه‌های محبوب گیاهی در فضای سبز استفاده می‌شود.